# Yangtze Memory Technologies
Yangtze Memory Technologies Company Limited (YMTC) — китайская компания электронной промышленности, крупнейший в стране разработчик и производитель чипов флеш-памяти (NAND). Выпускает корпоративную и потребительскую продукцию под брендами YMTC Xtacking и Zhitai. Штаб-квартира расположена в городе Ухань (провинция Хубэй).

## История
В 2014 году в городе Ухань был основан научно-исследовательский центр технологии 3D NAND. Компания YMTC была основана в июле 2016 года в Ухане благодаря инвестициям государственных структур — холдинга Tsinghua Unigroup, правительства провинции Хубэй и «полупроводникового» фонда ICF, которые суммарно вложили 2,9 млрд долларов. В 2017 году была построена первая фабрика компании и началось производство первой в Китае флэш-памяти 3D NAND. 
В сентябре 2019 года флэш-память Gen2 3D NAND с архитектурой YMTC Xtacking была официально запущена в массовое производство. В 2020 году запущено производство чипов флэш-памяти Gen3 3D NAND и накопителей SSD под брендом Zhitai. В начале 2022 года YMTC столкнулась с финансовыми проблемами материнской Tsinghua Unigroup.
В июле 2022 года Саймон Ян ушёл с поста генерального директора YMTC, став заместителем председателя. Осенью 2022 года американская компания Apple отказалась от планов использования чипов памяти YMTC в своих смартфонах. В декабре 2022 года власти США добавили YMTC в «чёрный список» организаций, на которые наложены торговые ограничения. Санкции вынудили компанию уволить часть персонала и отложить планы расширения заводов.
В марте 2023 года государственный ICF объявил о намерении инвестировать дополнительно 1,9 млрд долларов в YMTC. Кроме того, ещё несколько миллиардов долларов в YMTC вложили другие поддерживаемые государством инвесторы. Значительная часть средств пошла на замену импортного оборудования китайскими машинами и комплектующими. В октябре 2023 года YMTC провела новый раунд сбора средств, а в ноябре 2023 года подала в суд на Micron Technology из-за патентного спора.
В январе 2024 года Министерство обороны США включило YMTC в свой список «китайских военных компаний, действующих в Соединенных Штатах».

## Деятельность
YMTC разрабатывает и производит пластины для микросхем, потребительские и корпоративные твердотельные накопители, карты памяти (в том числе MMC), флэш-накопители (в том числе UFS), а также занимается корпусированием интегральных схем на собственной архитектуре Xtacking. 232-слойные чипы 3D NAND и решения встроенной памяти YMTC применяются в смартфонах, ноутбуках, персональных компьютерах, автомобилях, серверах и центрах обработки данных.
Yangtze Memory Technologies Company имеет более 8 тыс. сотрудников, в том числе 6 тыс. инженеров, занятых в исследовательских центрах в Ухане, Пекине, Шэньчжэне и Санта-Кларе. Производственные мощности компании (две фабрики) расположены в Ухане. Основными конкурентами YMTC на мировом рынке являются компании Samsung Semiconductor, SK Hynix, Micron Technology, Western Digital, Intel, Kioxia и Changxin Memory Technologies; среди крупнейших клиентов YMTC — Huawei.